# رایان کورنیا
رایان کورنیا (انگلیسی: Ryan Kurnia؛ زادهٔ ۲۸ ژوئن ۱۹۹۶) بازیکن فوتبال است.